# Inga (botanica)
Inga Mill., 1754 è un genere di piante appartenenti alla famiglia delle Fabacee (sottofamiglia Caesalpinioideae), che contiene arbusti e piante tropicali di dimensione relativamente modesta, con foglie coriacee e capacità azotofissatrici.

## Etimologia
L'origine del nome è la parola Tupi in-gá, che significa inzuppato e fa riferimento alla consistenza dell'arillo che avvolge il seme.

## Descrizione

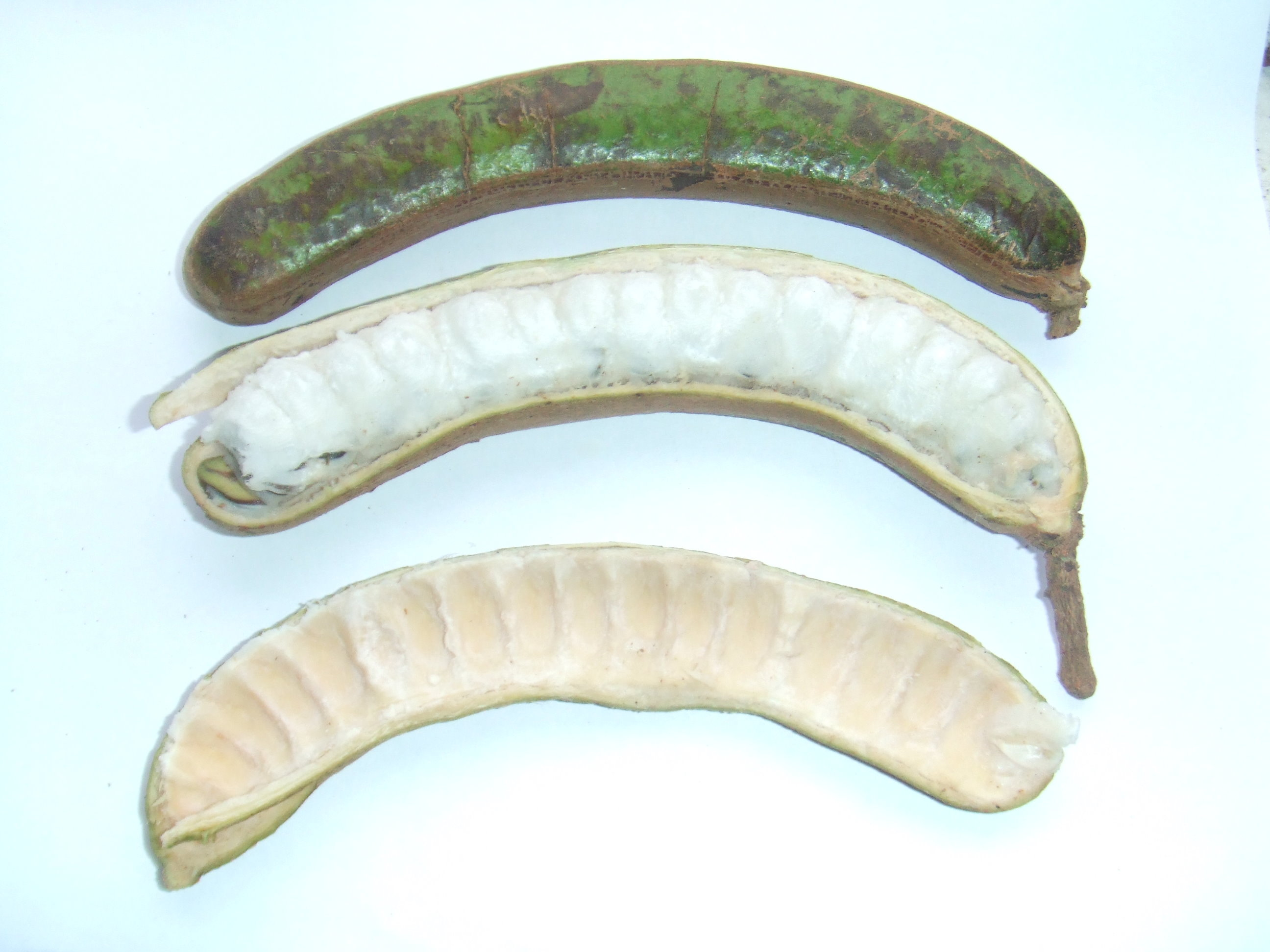
Frutti di Inga spp.

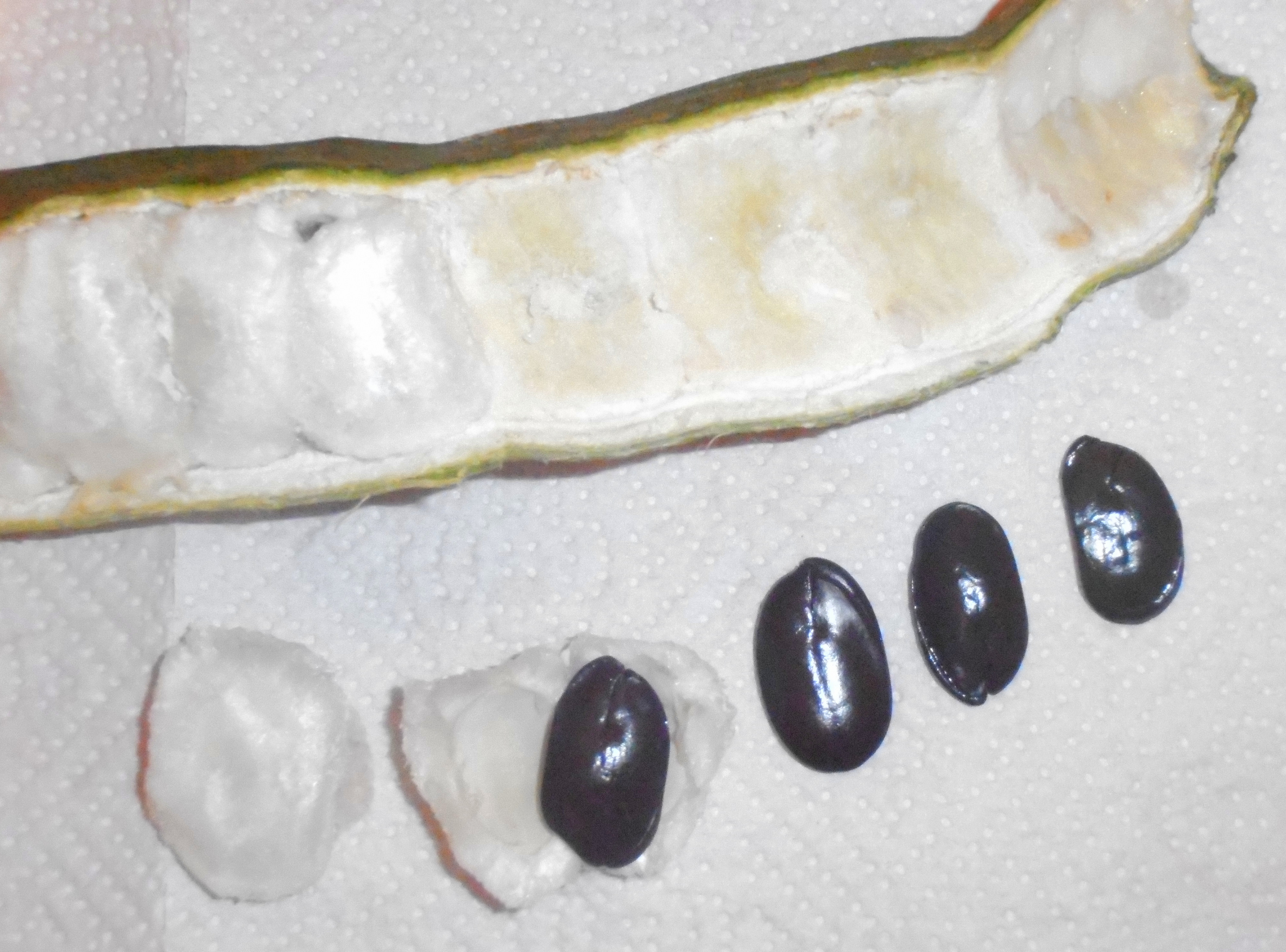
Semi e arillo di I. feuellei

Gli alberi possono raggiungere l'altezza di 15 m e crescono meglio in suoli ben drenati.

Le foglie sono pennate. I fiori sono generalmente bianchi con sfumature o venature verdastre e la fioritura avviene scalarmente così che la pianta produce semi durante la maggior parte dell'anno.

Producono spesso dei frutti con una parte edibile, normalmente l'arillo, cioè la parte carnose che avvolge il seme come una guaina più o meno spessa, senza aderirvi. La specie più nota è Inga edulis (comunemente nota come "ice-cream-bean" in inglese o, in spagnolo, "guama", "guaba", "guaba de bejuco" o "paterna" dipendendo dalla regione), ma capita che spesso ci si riferisca con questo nome a una specie differente,  Inga feuelleei,  che è più facilmente commestibile e molto diffusa. Il sapore della polpa è molto tenue, paragonato in genere alla vaniglia.

Tutte le specie di Inga producono i semi in baccelli che possono raggiungere fino a 1 m di lunghezza, mentre in generale sono compresi tra i 10–30 cm. I semi sono ricoperti da una polvere bianca dolce. La polpa che avvolge il seme (arillo) è leggermente fibrosa, soffice e dolciastra, ricca in minerali e commestibile prima della completa maturazione del[baccello.

## Distribuzione e habitat
Si tratta di un genere con distribuzione neo-tropicale: la maggior parte delle specie cresce nella foresta amazzonica; alcune specie sono diffuse fino al Messico, alla Grandi e Piccole Antille e in altri paesi del Sudamerica.
Gli alberi crescono generalmente in prossimità dei fiumi o intorno alle coste dei laghi, visto che i semi sono trasportati dall'acqua durante le inondazioni.
In Ecuador, I. feuelleei è nota come "guaba de bejuco" e l'altra specie altrettanto popolare,  Inga spectabilis, come "guaba de machete".

## Tassonomia
Il genere Inga comprende oltre 270 specie:
- Inga acicularis T.D.Penn.
- Inga acreana Harms
- Inga acrocephala Steud.
- Inga acuminata Benth.
- Inga adenophylla Pittier
- Inga affinis DC.
- Inga alata Benoist
- Inga alba (Sw.) Willd.
- Inga aliena J.F.Macbr.
- Inga allenii J.León
- Inga amboroensis T.D.Penn.
- Inga × andersonii McVaugh
- Inga appendiculata M.Sousa
- Inga approximata T.D.Penn.
- Inga aptera (Vinha) T.D.Penn.
- Inga arenicola T.D.Penn.
- Inga augusti Harms
- Inga auristellae Harms
- Inga balsapambensis T.D.Penn.
- Inga barbata Benth.
- Inga barbourii Standl.
- Inga belizensis Standl.
- Inga bella M.Sousa
- Inga bicoloriflora Ducke
- Inga bifoliolata D.B.O.S.Cardoso & Amorim
- Inga bijuga Schery
- Inga blanchetiana Benth.
- Inga bollandii Sprague & Sandwith
- Inga bourgoni (Aubl.) DC.
- Inga brachyrhachis Harms
- Inga brachystachys Ducke
- Inga bracteifera N.Zamora & T.D.Penn.
- Inga brevipes Benth.
- Inga bullata Benth.
- Inga bullatorugosa Ducke
- Inga cabelo T.D.Penn.
- Inga cabrerae M.Sousa
- Inga calantha Ducke
- Inga calanthoides Amshoff
- Inga calcicola M.Sousa
- Inga calderonii Standl.
- Inga canonegrensis N.Zamora & T.D.Penn.
- Inga capitata Desv.
- Inga cardozana L.Cárdenas
- Inga carinata T.D.Penn.
- Inga caudata Killip
- Inga cayennensis Sagot ex Benth.
- Inga cecropietorum Ducke
- Inga chartacea Poepp.
- Inga chiapensis Miranda ex M.Sousa
- Inga chocoensis Killip ex T.S.Elias
- Inga chrysantha Ducke
- Inga ciatiformis J.M.Fern. & F.C.P.Garcia
- Inga ciliata C.Presl
- Inga cinnamomea Spruce ex Benth.
- Inga cocleensis Pittier
- Inga coleyana M.J.Endara & J.E.Guevara
- Inga colimana Padilla, Cuevas & Solís
- Inga colombiana C.Romero
- Inga conchifolia L.P.Queiroz
- Inga congesta T.D.Penn.
- Inga cookii Pittier
- Inga coragypsea L.Uribe
- Inga cordatoalata Ducke
- Inga cordistipula Mart.
- Inga coruscans Humb. & Bonpl. ex Willd.
- Inga crassiflora Ducke
- Inga cuspidata M.Sousa
- Inga cylindrica (Vell.) Mart.
- Inga cynometrifolia Harms
- Inga dasycarpa M.Sousa
- Inga davidsei M.Sousa
- Inga densiflora Benth.
- Inga disticha Benth.
- Inga dominicensis Benth.
- Inga duckei Huber
- Inga dwyeri M.Sousa
- Inga edulis Mart.
- Inga edwallii (Harms) T.D.Penn.
- Inga enterolobioides T.D.Penn.
- Inga exalata T.S.Elias
- Inga exfoliata T.D.Penn. & F.C.P.García
- Inga exilis T.D.Penn.
- Inga expansa Rusby
- Inga extra-nodis T.D.Penn.
- Inga fanchoniana Poncy
- Inga fastuosa (Jacq.) Willd.
- Inga fendleriana Benth.
- Inga feuillei DC.
- Inga filiformis N.Zamora
- Inga flagelliformis (Vell.) Mart.
- Inga flexuosa Schltdl.
- Inga fosteriana T.D.Penn.
- Inga gereauana (Pipoly & R.Vásquez) T.D.Penn.
- Inga globularis T.D.Penn.
- Inga glomeriflora Ducke
- Inga goldmanii Pittier
- Inga golfodulcensis N.Zamora
- Inga goniocalyx Britton & Killip
- Inga graciliflora Benth.
- Inga gracilifolia Ducke
- Inga gracilior Sprague
- Inga grandis T.D.Penn.
- Inga grazielae (Vinha) T.D.Penn.
- Inga hayesii Benth.
- Inga herrerae N.Zamora
- Inga heterophylla Willd.
- Inga hispida Schott ex Benth.
- Inga huastecana M.Sousa
- Inga huberi Ducke
- Inga ilta T.D.Penn.
- Inga inflata Ducke
- Inga ingoides (Rich.) Willd.
- Inga inicuil Schltdl. & Cham. ex G.Don
- Inga insignis Kunth
- Inga interfluminensis L.Uribe
- Inga interrupta L.Cárdenas & De Martino
- Inga inundata Ducke
- Inga involucrata R.S.Cowan
- Inga ismaelis M.Sousa
- Inga japurensis T.D.Penn.
- Inga jaunechensis A.H.Gentry
- Inga jefensis Liesner & D'Arcy
- Inga jimenezii N.Zamora
- Inga killipiana J.F.Macbr.
- Inga kursarii M.J.Endara & J.E.Guevara
- Inga lactifera M.Sousa
- Inga lacustris M.Sousa
- Inga laevigata M.Martens & Galeotti
- Inga lallensis Spruce ex Benth.
- Inga lanceifolia Benth.
- Inga lateriflora Miq.
- Inga latipes Pittier
- Inga laurina (Sw.) Willd.
- Inga lenticellata Benth.
- Inga lentiscifolia Benth.
- Inga leonis N.Zamora
- Inga leptantha Benth.
- Inga leptingoides Amshoff
- Inga leptocarpa T.D.Penn.
- Inga lineata Benth.
- Inga litoralis N.Zamora
- Inga lomatophylla (Benth.) Pittier
- Inga longiflora Spruce ex Benth.
- Inga longifoliola R.S.Cowan.
- Inga longipes Benth.
- Inga longispica Standl.
- Inga lopadadenia Harms
- Inga loubryana Poncy
- Inga macarenensis Philipson
- Inga macrantha J.R.Johnst.
- Inga macrophylla Humb. & Bonpl. ex Willd.
- Inga manabiensis T.D.Penn.
- Inga marginata Willd.
- Inga maritima Benth.
- Inga martinicensis C.Presl
- Inga maynensis Benth.
- Inga megalobotrys T.D.Penn.
- Inga megaphylla Poncy & Vester
- Inga meissneriana Miq.
- Inga mendoncaei Harms
- Inga mexicana (T.D.Penn.) M.Sousa
- Inga micradenia Spruce ex Benth.
- Inga microcalyx Spruce ex Benth.
- Inga microcoma Harms
- Inga mortoniana J.León
- Inga mucuna Walp.
- Inga multicaulis Spruce ex Benth.
- Inga multijuga Benth.
- Inga multinervis T.D.Penn.
- Inga neblinensis L.Cárdenas & De Martino
- Inga nobilis Willd.
- Inga nouragensis Poncy
- Inga nubium Poncy
- Inga nuda Salzm. ex Benth.
- Inga obidensis Ducke
- Inga obtusata Spruce ex Benth.
- Inga oerstediana Benth.
- Inga ornata Kunth
- Inga pachyphylla Harms
- Inga pallida Rusby
- Inga panurensis Spruce ex Benth.
- Inga paraensis Ducke
- Inga paterno Harms
- Inga pauciflora Walp. & Duchass.
- Inga peduncularis Benth.
- Inga pedunculata (Vinha) T.D.Penn.
- Inga pellicula T.D.Penn.
- Inga pezizifera Benth.
- Inga pilosula (Rich.) J.F.Macbr.
- Inga pinetorum Pittier
- Inga pitmanii K.G.Dexter & T.D.Penn.
- Inga platyptera Benth.
- Inga pleiogyna T.D.Penn.
- Inga plumifera Spruce ex Benth.
- Inga pluricarpellata T.D.Penn.
- Inga poeppigiana Benth.
- Inga polita Killip
- Inga polyantha Ducke
- Inga porcata T.D.Penn.
- Inga portobellensis Beurl.
- Inga praegnans T.D.Penn.
- Inga pruriens Poepp.
- Inga pseudoinvolucrata M.Sousa
- Inga psittacorum L.Uribe
- Inga punctata Willd.
- Inga retinocarpa Poncy
- Inga rhynchocalyx Sandwith
- Inga rubiginosa (Rich.) DC.
- Inga ruiziana G.Don
- Inga rusbyi Pittier
- Inga saffordiana Pittier
- Inga salicifolia T.D.Penn.
- Inga saltensis Burkart
- Inga samanensis L.Uribe
- Inga santaremnensis Ducke
- Inga sapindoides Willd.
- Inga sarayacuensis T.D.Penn.
- Inga sastreana  Acev.-Rodr., S.Carrington & T.D.Penn.
- Inga sellowiana Benth.
- Inga sertulifera DC.
- Inga sessilis Mart.
- Inga setosa G.Don
- Inga sierrae Britton & Killip
- Inga silanchensis T.D.Penn.
- Inga sinacae M.Sousa & Ibarra-Manr.
- Inga skutchii Standl.
- Inga spectabilis (Vahl) Willd.
- Inga spiralis Liesner & D'Arcy
- Inga splendens Willd.
- Inga standleyana Pittier
- Inga steinbachii Harms
- Inga stenocalyx Spruce ex Benth.
- Inga stenophylla Standl.
- Inga stenopoda Pittier
- Inga stenoptera Benth.
- Inga stipulacea G.Don
- Inga stipularis DC.
- Inga striata Benth.
- Inga striolata T.D.Penn.
- Inga suaveolens Ducke
- Inga suberosa T.D.Penn.
- Inga subnuda Salzm. ex Benth.
- Inga suborbicularis T.D.Penn.
- Inga tarapotensis Spruce ex Benth.
- Inga tayronaensis T.D.Penn.
- Inga tenuicalyx T.D.Penn.
- Inga tenuiloba N.Zamora & T.D.Penn.
- Inga tenuis (Vell.) Mart.
- Inga tenuistipula Ducke
- Inga teresensis F.C.P.Garcia & A.P.Chagas
- Inga tessmannii Harms
- Inga thibaudiana DC.
- Inga tocacheana D.R.Simpson
- Inga tomentosa Benth.
- Inga tonduzii Donn.Sm.
- Inga tripa F.C.P.Garcia & A.P.Chagas
- Inga ulei Harms
- Inga umbellifera (Vahl) Steud. ex DC.
- Inga umbilicata (N.Zamora & T.D.Penn.) N.Zamora
- Inga umbratica Poepp.
- Inga unica Barneby & J.W.Grimes
- Inga uraguensis Hook. & Arn.
- Inga urceolata N.Zamora
- Inga ursi Pittier
- Inga velutina Willd.
- Inga venusta Standl.
- Inga vera Willd.
- Inga vestita Benth.
- Inga villosissima Benth.
- Inga virescens Benth.
- Inga virgultosa Desv.
- Inga vismiifolia Poepp.
- Inga vulpina Mart. ex Benth.
- Inga xalapensis Benth.
- Inga xinguensis Ducke
- Inga yacoana J.F.Macbr.
- Inga yasuniana T.D.Penn.
- Inga yungasensis C.Aparicio & A.Fuentes

## Consociazione

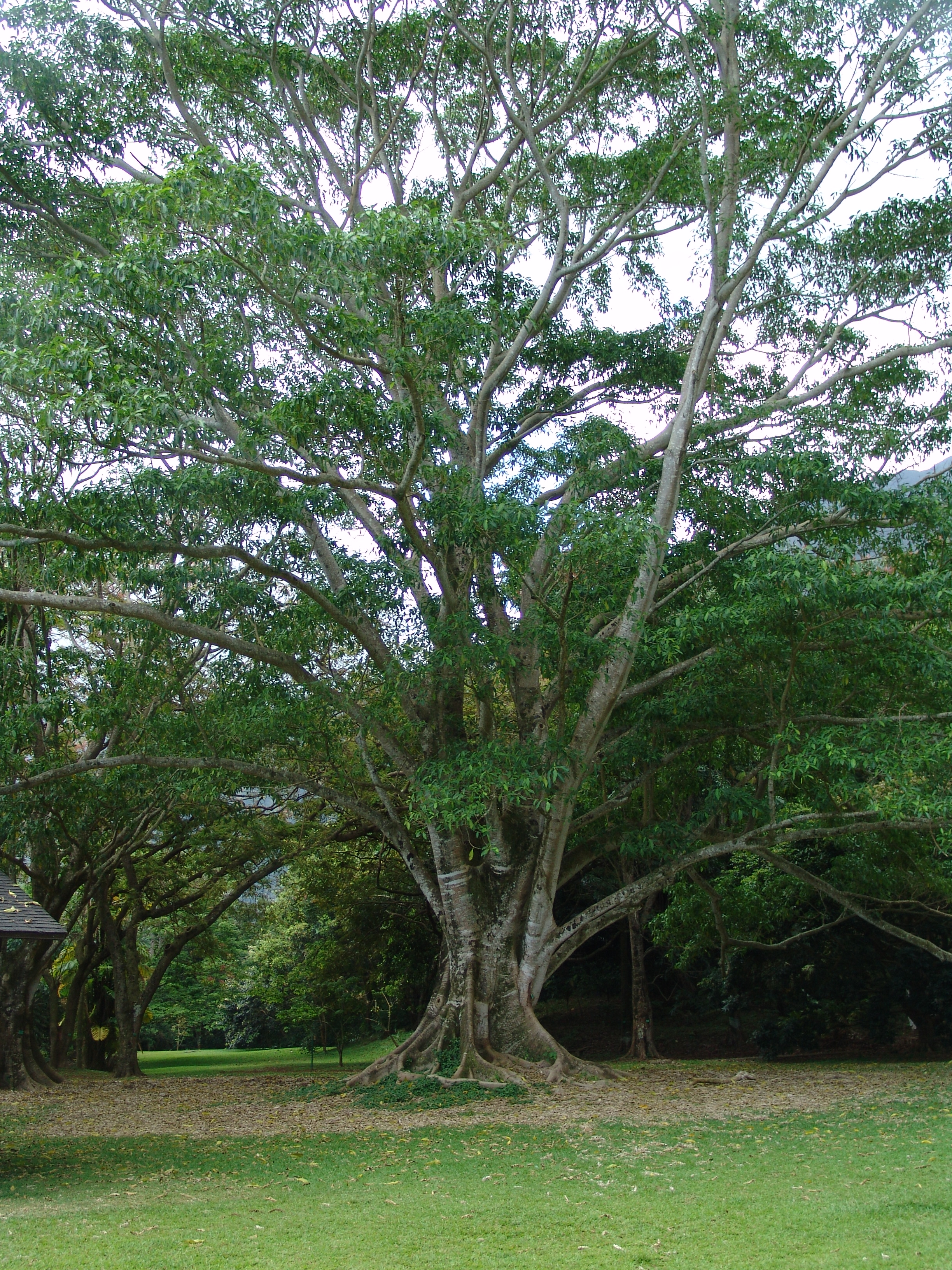
Le fronde dellInga riparano dall'irradiazione diretta del sole le colture più delicate

Nelle regioni di foresta tropicale, sono utilizzate tecniche colturali che sfruttano la capacità delle specie di Inga di resistere al fuoco, praticando quindi il debbio e lasciando che le piante di Inga ripristinino il contenuto in azoto dei terreni bruciati in superficie.
Gli alberi sono spesso utilizzati per ombreggiare le colture di caffè, vista la loro abbondante frondosità e l'ampiezza della chioma.

## Altri usi

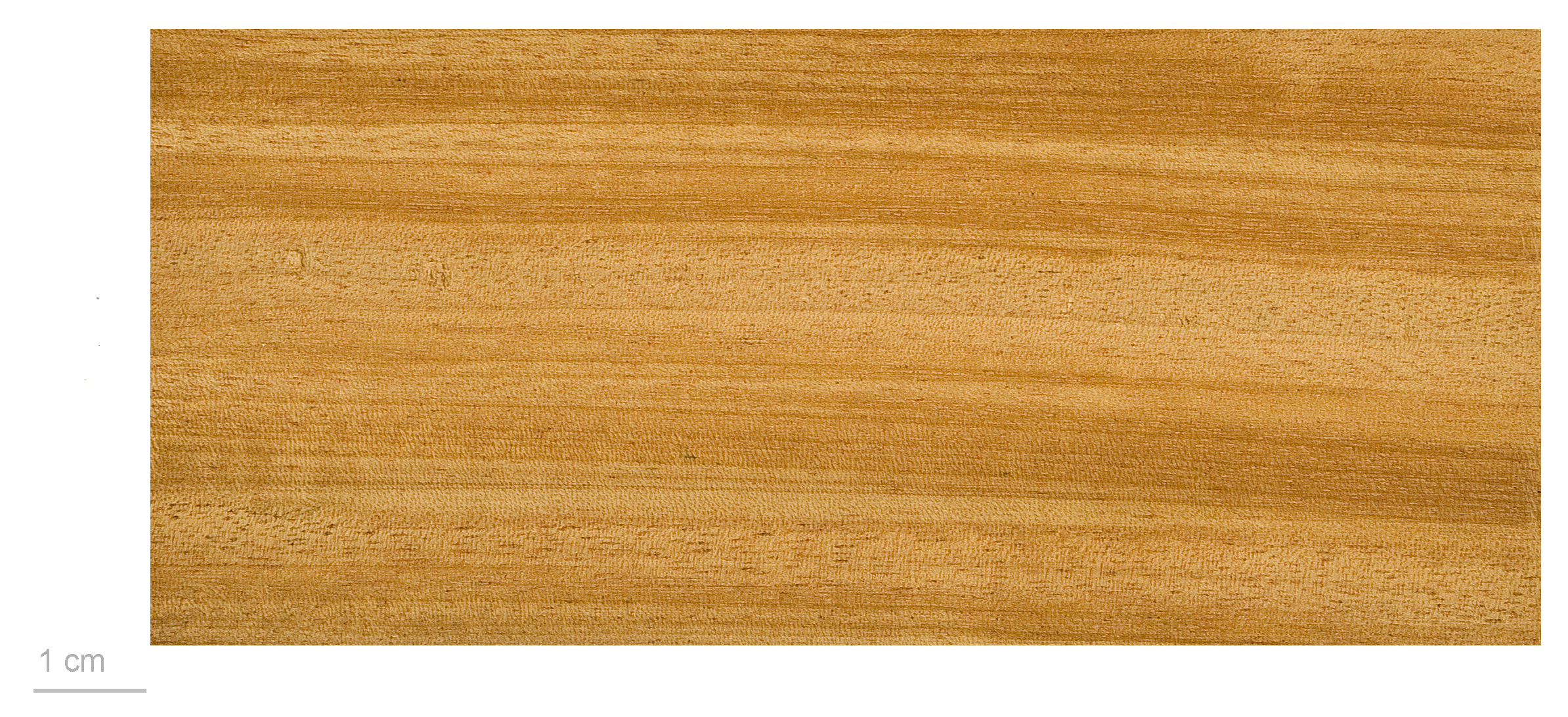
Una tavola levigata di Inga sp. – MHNT

Parecchie tra le centinaia di specie sono utilizzate a fini ornamentali.
Il legname ottenuto dall'Inga è usato nell'industria della costruzione e per la fabbricazione di mobili.